# 拉爾斯·勒克·拉斯穆森
拉爾斯·勒克·拉斯穆森（丹麥語：Lars Løkke Rasmussen，發音：[ˈlɑːs ˈløkə ˈʁɑsmusn̩] ⓘ；1964年5月15日—），丹麥政治家，曾以中間偏右的自由黨黨魁身分两次担任丹麦首相。在擔任首相前曾擔任丹麥內政及衞生大臣和財政大臣。
2021年，他自立新政黨溫和黨，並在翌年新內閣中任外交大臣。

## 簡介

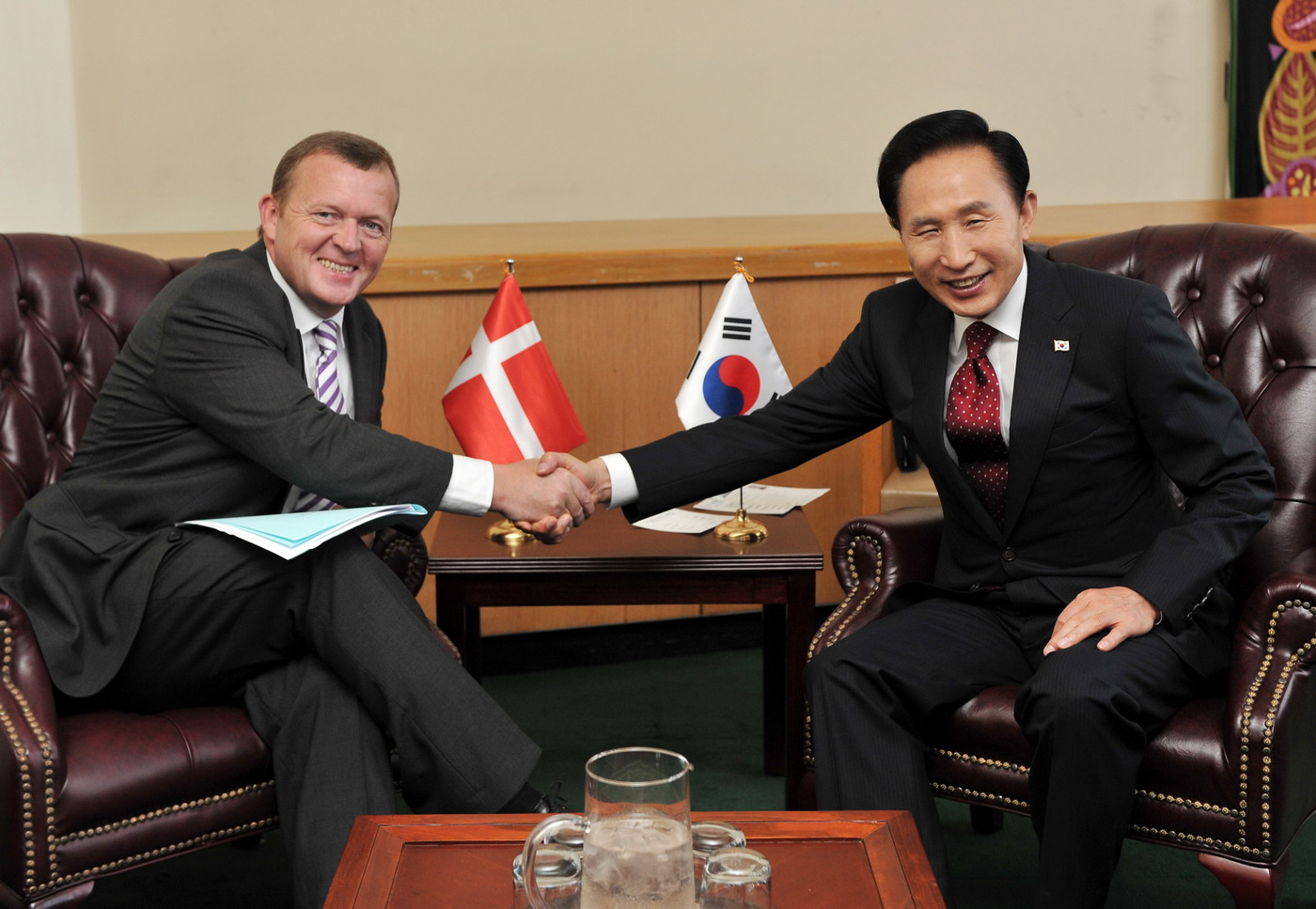
2009年9月24日拉斯穆森与韩国总统李明博会面

他自1994年9月21日出任國會議員，又於1998年和2001年期間出任腓特烈堡郡郡長。
2009年4月5日出任丹麥首相，接替出任北約秘書長的安諾斯·福格·拉斯穆森。
2011年大選，雖然他領導的自由黨維持第一大黨地位，但總體上中間偏右聯盟未能在國會取得過半數，結束自由黨領導的中間偏右政府長達十年執政。
2015年大選，他領導的自由黨雖然議席下降，降至第三大黨，惟丹麥人民黨成為第二大黨，總體上右派聯盟在國會取得過半數。他再次出任首相，組建自由黨少數政府。
在2019年6月舉行的大選中，社會民主黨以25.9%得票率，整個左派联盟赢得国会179席中過半的91席次；拉斯穆森的自由党则赢得23.4%得票率，屈居第二。自由黨議席雖有進賬，但因右翼联盟中其他盟友議席減少，聯盟祇拿下75席次，故未能組閣。拉斯穆森將於選舉翌日（6日），向女王瑪格麗特二世提交內閣請辭書，至新閣於27日組成而正式卸任。同年8月31日，在黨友壓力下辭去自由黨主席兼反對派領袖。
他其後籌組溫和黨，並於2022年的大選中以第三大政黨領袖的身分就新政府組成談判。其後大聯合政府成立，他入閣任外相。

## 姓氏
雖然拉爾斯·勒克·拉斯穆森和前兩任丹麥首相波爾·尼魯普·拉斯穆森和安諾斯·福格·拉斯穆森的姓氏相同，但拉爾斯與二人並無親屬關係。拉斯穆森是丹麥第九常見的姓氏。

## 荣誉

### 外国勋章奖章
- 一等功绩勋章（乌克兰，2023年9月4日公布[4]）